# Deni Hočko
Deni Hočko (Servisch: Дени Хочко) (Cetinje, 22 april 1994) is een Montenegrijns voetballer die tot 1 januari 2024 uitkwam voor Beitar Jeruzalem. Hočko is een middenvelder die voornamelijk wordt opgesteld als centrale middenvelder.

## Clubcarrière
Hočko werd opgeleid door FK Lovćen Cetinje, de club uit zijn geboortestad. Na twee seizoenen in het eerste elftal plukte de Montenegrijnse topclub FK Budućnost Podgorica hem daar weg. Na een vierde, een derde en een tweede plaats werd hij in zijn vierde seizoen landskampioen met de club uit de hoofdstad. Hočko maakte daarop de overstap naar de Portugese tweedeklasser FC Famalicão, waarmee hij in zijn tweede seizoen promoveerde naar de Primeira Liga. Hočko maakte de overstap naar de Portugese hoogste klasse echter niet mee: hij tekende een contract bij de Belgische eersteklasser Royal Excel Moeskroen. Daar was hij twee seizoenen lang een vaste waarde, maar op het einde van het seizoen 2020/21 eindigde hij met de club laatste in de Jupiler Pro League. In juli 2021 stapte hij over naar de Cypriotische eersteklasser Pafos FC.

## Clubstatistieken
| Seizoen         | Club                   | Land                | Competitie           | Competitie | Competitie | Beker | Beker | Europees | Europees | Totaal | Totaal |
| Seizoen         | Club                   | Land                | Competitie           | Wed.       | Dlp.       | Wed.  | Dlp.  | Wed.     | Dlp.     | Wed.   | Dlp.   |
| --------------- | ---------------------- | ------------------- | -------------------- | ---------- | ---------- | ----- | ----- | -------- | -------- | ------ | ------ |
| 2013/14         | FK Budućnost Podgorica | Vlag van Montenegro | Prva Crnogorska Liga | 31         | 2          | 0     | 0     | —        | —        | 31     | 2      |
| 2014/15         | FK Budućnost Podgorica | Vlag van Montenegro | Prva Crnogorska Liga | 30         | 1          | 0     | 0     | 4        | 0        | 34     | 1      |
| 2015/16         | FK Budućnost Podgorica | Vlag van Montenegro | Prva Crnogorska Liga | 31         | 2          | 7     | 2     | 1        | 0        | 39     | 4      |
| 2016/17         | FK Budućnost Podgorica | Vlag van Montenegro | Prva Crnogorska Liga | 25         | 2          | 2     | 0     | 4        | 0        | 31     | 2      |
| 2017/18         | FK Budućnost Podgorica | Vlag van Montenegro | Prva Crnogorska Liga | 0          | 0          | 0     | 0     | 2        | 0        | 2      | 0      |
| 2017/18         | FC Famalicão           | Vlag van Portugal   | Segunda Liga         | 34         | 1          | 2     | 0     | —        | —        | 36     | 1      |
| 2018/19         | FC Famalicão           | Vlag van Portugal   | Segunda Liga         | 29         | 0          | 2     | 0     | —        | —        | 31     | 0      |
| 2019/20         | Royal Excel Moeskroen  | Vlag van België     | Eerste klasse A      | 24         | 1          | 0     | 0     | —        | —        | 24     | 1      |
| 2020/21         | Royal Excel Moeskroen  | Vlag van België     | Eerste klasse A      | 29         | 0          | 0     | 0     | —        | —        | 29     | 0      |
| 2021/22         | Pafos FC               | Vlag van Cyprus     | A Divizion           | 14         | 0          | 2     | 0     | —        | —        | 16     | 0      |
| 2022/23         | Pafos FC               | Vlag van Cyprus     | A Divizion           | 21         | 0          | 6     | 2     | —        | —        | 27     | 2      |
| 2023/24         | Beitar Jeruzalem       | Vlag van Israël     | Ligat ha'Al          | 3          | 0          | 0     | 0     | —        | —        | 3      | 0      |
| Carrière totaal | Carrière totaal        | Carrière totaal     | Carrière totaal      | 271        | 9          | 21    | 4     | 11       | 0        | 303    | 13     |

Bijgewerkt t/m 19 oktober 2021.

## Interlandcarrière
Hočko maakte op 28 mei 2019 zijn debuut voor Montenegro. In de oefeninterland tegen Bosnië-Herzegovina (0-0) viel hij drie minuten voor tijd in voor Luka Mirković.
| Interlands van Deni Hočko            | Interlands van Deni Hočko   | Interlands van Deni Hočko          | Interlands van Deni Hočko   | Interlands van Deni Hočko   | Interlands van Deni Hočko   | Interlands van Deni Hočko   |
| No.                                  | Datum                       | Wedstrijd                          | Uitslag                     | Soort Wedstrijd             | Doelpunten                  |                             |
| Als speler bij FC Famalicão          | Als speler bij FC Famalicão | Als speler bij FC Famalicão        | Als speler bij FC Famalicão | Als speler bij FC Famalicão | Als speler bij FC Famalicão | Als speler bij FC Famalicão |
| ------------------------------------ | --------------------------- | ---------------------------------- | --------------------------- | --------------------------- | --------------------------- | --------------------------- |
| 1.                                   | 28 mei 2018                 | Bosnië en Herzegovina – Montenegro | 0 – 0                       | Vriendschappelijk           | -                           |                             |
| Als speler bij Royal Excel Moeskroen |                             |                                    |                             |                             |                             |                             |
| 2.                                   | 5 september 2019            | Montenegro – Hongarije             | 2 – 1                       | Vriendschappelijk           | -                           |                             |
| 3.                                   | 10 september 2019           | Montenegro – Tsjechië              | 0 – 3                       | Kwalificatie EK 2020        | -                           |                             |
| 4.                                   | 14 november 2019            | Engeland – Montenegro              | 7 – 0                       | Kwalificatie EK 2020        | -                           |                             |
| 5.                                   | 19 november 2019            | Montenegro – Wit-Rusland           | 2 – 0                       | Vriendschappelijk           | -                           |                             |
| 6.                                   | 7 oktober 2020              | Montenegro – Letland               | 1 – 1                       | Vriendschappelijk           | -                           |                             |
| Totaal                               | Totaal                      | Totaal                             | Totaal                      | Totaal                      | 0                           |                             |

Bijgewerkt tot 19 oktober 2021